# Алексеево (Кичменгское сельское поселение)
Алексеево — деревня в Кичменгско-Городецком районе Вологодской области.
Входит в состав Кичменгского сельского поселения, с точки зрения административно-территориального деления — в Пыжугский сельсовет.
Расстояние до районного центра Кичменгского Городка по автодороге составляет 13 км. Ближайшие населённые пункты — Данилово, Дорожково, Труфаново, Мартыново, Попово.
Население по данным переписи 2002 года — 22 человека (12 мужчин, 10 женщин). Преобладающая национальность — русские (95 %).